# Modellrakete
Eine Modellrakete ist ein Flugmodell, das mit Hilfe eines Raketenantriebes angetrieben wird. Modellraketenbau ist ein fest definierter Begriff für den sicheren, nichtprofessionellen Betrieb von Raketen im Hobbybereich, die nach bestimmten Kriterien hergestellt sind und mit industriell gefertigten und geprüften Motoren betrieben werden. Die Kriterien sind in einem Sicherheitskodex festgehalten (vgl. weiter unten). Raketen für den professionellen Einsatz oder mit selbstgebauten Motoren fallen nicht unter den Begriff Modellraketen.

Bildsequenz einer startenden Modellrakete

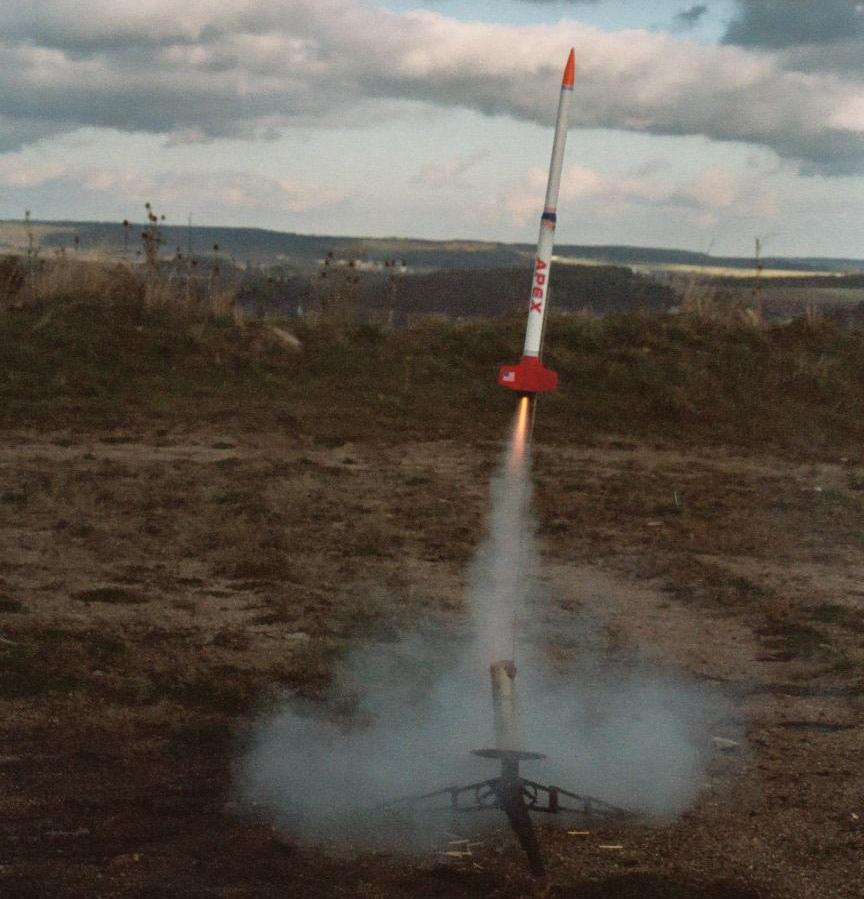
Modellrakete (Bausatzmodell „Apex“ von Quest) beim Start mit einem C6-3 Treibsatz

## Begriffsdefinition

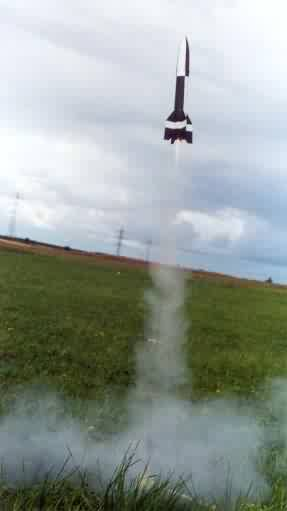
47 Zentimeter großes Modell der A4-Rakete beim Start mit einem C6-3-Treibsatz

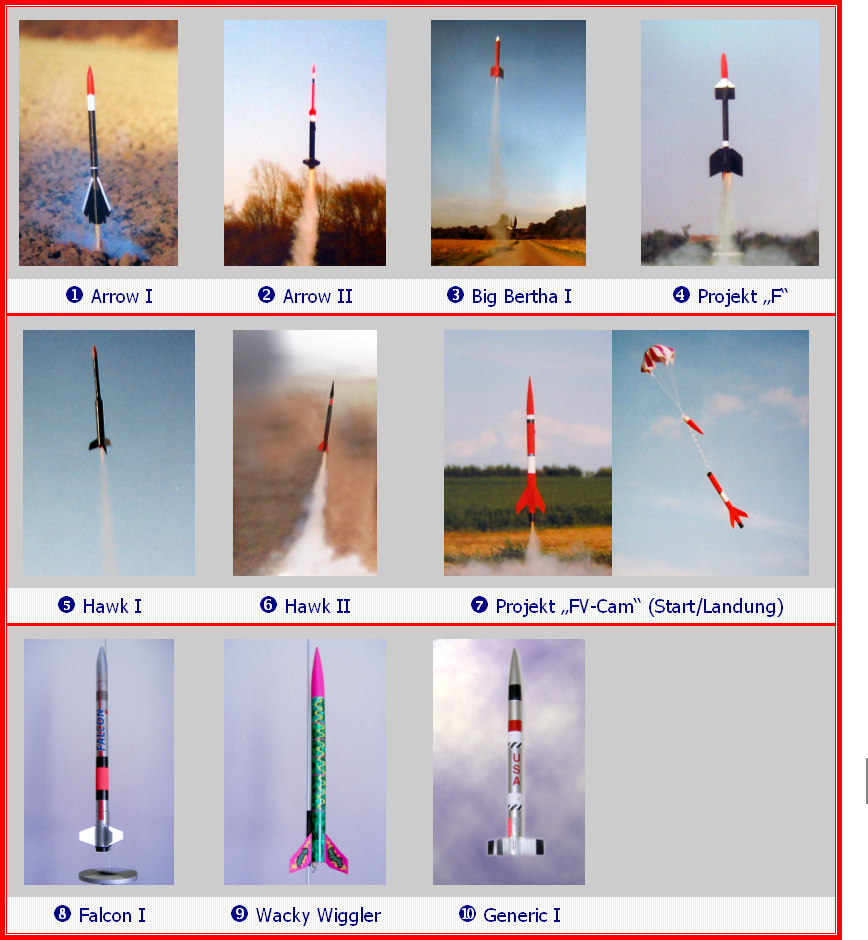
Auswahl verschiedener Modellraketen, teilweise komplett im Eigenbau entstanden

Eine Modellrakete ist ein Begriff für eine fliegende Rakete für Hobbyanwender, die gewissen international festgelegten Normen entspricht. Diese sind im Modellraketen-Sicherheitskodex beschrieben, der wiederum auf dem amerikanischen NFPA Code 1122 basiert, und definieren sich unter anderem durch:
- Gewicht der Rakete unter 1,5 kg
- Motoren mit weniger als 320 Ns Gesamtimpuls oder 125 Gramm pyrotechnische Antriebsmasse
- Verwendung leichter und zerbrechlicher Bauteile
- Keine Metallteile in der tragenden Konstruktion
- Verwendung käuflicher Treibsätze, keine Eigenbauten

Die Abgrenzung dient in erster Linie der Sicherheit gegenüber anderen nicht-professionellen Raketenarten, da Modellraketenflug als äußerst sicher gilt und es bei Beachtung der Richtlinien kaum zu Unfällen kommen kann. Hobbyraketen, die nicht diesen Definitionen entsprechen, können daher nicht als Modellraketen bezeichnet werden. Sie gelten dann beispielsweise als Amateurrakete (mit der Unterart Experimentalraketen) oder als High-Power-Rakete. Häufig werden etwa High-Power-Raketen mit Modellraketen verwechselt, obwohl sie nicht den Kriterien von Modellraketen entsprechen und ein höheres Unfallrisiko aufweisen.

## Geschichtliche Entwicklung des Modellraketenbaus
Der Begriff Modellrakete (model rocket) tauchte in den 1950er Jahren erstmals in den USA auf. Modellraketen wurden dort als sichere Hobby-Alternative zu Amateur- bzw. Experimentalraketen angeboten. Besonders in den 1950er Jahren experimentierten, im Zuge der allgemeinen Raumfahrtbegeisterung, viele meist jugendliche Hobbybastler mit selbst hergestellten Motoren und Modellen. Es kam dabei oft zu Unfällen; Modellraketen sollten daher eine sichere Alternative darstellen. Ende der 1950er Jahre wurde deshalb in den USA die National Association of Rocketry (NAR) gegründet, die einen Sicherheitskodex erstellte. Er nimmt beim Begriff Modellrakete Beschränkungen vor, wie etwa beim Gewicht und bei der Verwendung der Baumaterialien (leichtgewichtiges Material wie Pappe und Balsaholz, ohne Metall, Einsatz ausschließlich vorgefertigter und getesteter Motoren), mit dem Ziel, Unfälle zu vermeiden. Der Kodex wurde daher inzwischen von vielen Clubs, Vereinen und Organisationen (so z. B. der FAI) weltweit übernommen.
Seit den 1990er Jahren stehen auch schubstärkere Motoren auf Composit-Treibstoffbasis zur Verfügung. Das Gewichtslimit für Modellraketen im Sicherheitskodex wurde deshalb, nach einigen Sicherheitstests, von 500 Gramm auf 1,5 kg angehoben.

## Funktion, Antriebe und Konstruktion
Modellraketen mit Treibsätzen auf Feststoffbasis, können Höhen von einigen tausend Metern erreichen. Daneben gibt es andere Arten von Raketen, die Modellraketen ähnlich sind wie die mit Wasserdruck (Wasserraketen) oder mit Druckluft (Druckluftraketen) angetriebenen. Sie sind den mit Feststoffmotoren ausgestatteten Modellen von der Leistung her unterlegen, erreichen aber trotzdem Flughöhen von einigen hundert Metern. Raketen mit Hybridantrieb oder unter Verwendung flüssiger Treibstoffe wurden auch schon realisiert. Sie sind aber wegen der verwendeten komplizierten Technik eher den professionellen Bastlern vorbehalten und fallen schon wegen des erhöhten Gewichts (vgl. Definition von Modellraketen) auch nicht mehr in die Kategorie der Modellraketen.
Feststoff-Modellraketenmotoren auf Schwarzpulverbasis werden in großen Mengen gefertigt und verkauft. Der Hersteller Estes Industries (USA) fertigt nach eigenen Angaben rund 10 Millionen Motoren pro Jahr. In den rund 50 Jahren seit Gründung wurden nach Herstellerangaben 315 Millionen Motoren produziert. Trotz dieser hohen Anzahl ist es durch die Einführung und Beachtung des Sicherheitskodex noch nie zu einem schweren Unfall gekommen, was für die erstaunlich gute Sicherheitsbilanz des Hobbys spricht.
Modellraketen landen nach vollbrachtem Flug mit Hilfe eines Bergungssystems (meist ein Fallschirm oder ein Strömer) weich auf der Erde. Sie können durch Auswechseln des Treibsatzes wieder zu einem erneuten Flug befähigt werden.
Mit Modellraketen können diverse Experimente durchgeführt werden: So kann man versuchen, mit Hilfe einer geeigneten Modellrakete ein Ei in die Luft zu befördern (Egg-Lofting) und wieder heil zur Erde zurückzubringen. Andere Modellraketen, wie z. B. die Astrocam und die Oracle ermöglichen die Selbstanfertigung von Luftaufnahmen. Es gibt auch Flugwettbewerbe für Modellraketen. Dabei wird entweder die Flughöhe oder die Flugdauer in Abhängigkeit vom verwendeten Treibsatz und von der Bauart des Modells gemessen (siehe Modellraketensport).
Modellraketen werden von den einschlägigen Herstellern (z. B. Estes) als Fertigmodell und als Bausatz angeboten, wobei es auch ganz besonders kleine Modellraketen, die sogenannten Micro-Maxx-Raketen gibt. Auch die komplette Eigenentwicklung von Modellraketen ist möglich. Für den Anfang ist ein im Handel erhältliches Starterset zu empfehlen, das bereits alle benötigten Komponenten, von der Rakete bis zum Startgerät, enthält.

## Gesetzliche Bestimmungen (Deutschland)
- Frei erhältliche Raketenmotoren enthalten maximal 150 g Treibstoffmasse und dürfen nur an Personen abgeben werden, die das 18. Lebensjahr vollendet haben.
- Zum Erwerb und Umgang leistungsstärkerer Motoren wird eine Erlaubnis nach § 27 Sprengstoffgesetz (sog. P2-Schein (T2-Schein)) benötigt. Der Umgang umfasst das Aufbewahren, Verwenden, Vernichten und Verbringen.
- Für Modellraketen mit mehr als 20 g Treibstoffmasse muss eine Aufstiegsgenehmigung bei der zuständigen Landes-Luftfahrtbehörde beantragt werden (§ 21a LuftVO (Erlaubnisbedürftiger Betrieb von unbemannten Luftfahrtsystemen und Flugmodellen)). Eine Erlaubnis nach § 27 Sprengstoffgesetz erstreckt sich i. d. R. auch auf Hilfspersonen und Auszubildende, soweit diese unter Aufsicht des Erlaubnisinhabers handeln.
- Motoren müssen, entsprechend den nationalen Verwendungsbestimmungen, zertifiziert sein, etwa durch eine Zulassung der Bundesanstalt für Materialforschung und -prüfung (BAM). Viele ausländische Motoren sind in Deutschland nicht zertifiziert, selbst einige Motoren mit CE-Zeichen können daher nicht verwendet werden, da sie keine nationale Zertifizierung haben.
- Das Mindestalter für den Umgang mit diesen Antrieben liegt bei 14 Jahren und bedarf der Aufsicht/Zustimmung eines Erziehungsberechtigten.
- An Modellraketen mit einer Masse über 250 g muss eine Plakette mit Namen und Adresse des Besitzers angebracht sein.

## Gesetzliche Bestimmungen (Österreich)
In Österreich gelten folgende Bestimmungen für den Flug von Modellraketen:
- Bei genehmigungsfreien Starts darf die Treibsatzmasse nicht mehr als 50 Gramm betragen (Klasse 2).
- Eine maximale Flughöhe von 150 Metern über Grund (unkontrollierter Luftraum) darf ohne Bewilligung nicht überschritten werden. Bewilligungen werden von der zuständigen Luftfahrtbehörde (Austro Control) erteilt und sind gebührenpflichtig.
- Da diese Höhenbeschränkungen aber je nach Standort variieren können (etwa Flughafennähe), ist immer beim zuständigen Luftfahrtamt (Austro Control) die entsprechende Information einzuholen.

## Gesetzliche Bestimmungen (Schweiz)
In der Schweiz gelten für Modellraketen luft- und pyrotechnische Bestimmungen.

### Luftrecht
Modellraketen werden in der Schweiz nicht als Luftfahrzeuge, sondern als ballistische Geschosse eingestuft. Es gelten, je nach Luftraum, unterschiedliche Maximalflughöhen:
- Innerhalb des Luftraumes G: Maximal 600 m über Grund. Bei über 600 m ist ein NOTAM (Notice to Airmen) nötig.

Modellraketen dürfen ausdrücklich nicht geflogen werden:
- Innerhalb einer CTR eines Flughafens (Nahbereich eines Flugplatzes), ausgenommen mit ausdrücklicher Bewilligung des Flugleiters.
- In einen Airway (AWY)

Die CTRs und AWYs sind der Luftfahrtkarte der Schweiz zu entnehmen, welche beim Aeroclub zu beziehen ist. Für den Modellraketenflug gelten die Sichtflugregeln: Der Raketenflieger ist dafür verantwortlich, dass seine Rakete nicht in die Wolken fliegt und nur bei genügender horizontaler Sicht gestartet wird. Es darf ausdrücklich nicht gestartet werden, wenn ein Flugzeug oder anderes Luftfahrzeug in der Nähe ist oder in die Flugbahn einfliegen könnte. Die Regeln sind analog zu denen des Modellraketen-Sicherheitskodex.

## Filme zum Thema
- Das US-amerikanische Filmdrama October Sky, eine Verfilmung von Homer Hickams autobiographischem Roman Rocket Boys, handelt von einem Jungen, der in den 1950er Jahren das Interesse am Modellraketenbau entdeckt und damit in seiner Heimatstadt Coalwood in West Virginia auf Skepsis stößt. Schließlich gewinnt die Hauptfigur (gespielt von Jake Gyllenhaal) mit dem Raketenbauprojekt eine Science Fair und beginnt so seine wissenschaftliche Karriere.

- Im Film Good Bye, Lenin! von 2003 bastelt der von Raumfahrt begeisterte Protagonist Alex als Kind eine Modellrakete. Am Schluss der Handlung schießt er die Asche seiner verstorbenen Mutter mit dieser Modellrakete vom Dach eines Hochhauses in den Himmel.